# Nicolae Enache, Baron de Cârstea
Nicolae Enache, Baron de Cârstea, a fost un proprietar de pământ și membru al nobilimii locale din regiunea Bucovinei în perioada Imperiului Austro-Ungar, legat genealogic de familia Cârstea din localitatea Călinești-Enache.

## Origini și genealogie
Familia Enache aparținea probabil clasei răzeșești (proprietari liberi) din zona Călinești, Bucovina. Pe la mijlocul secolului al XIX-lea, o ramură a acestei familii a dobândit statut nobiliar local, cunoscută sub titlul de "Baron de Cârstea" – un apelativ care face referire la moșia și influența deținută în satele Călinești și împrejurimi.
Potrivit unor surse orale și studii genealogice (vezi Ion Drăgușanul), numele satului Călinești-Enache derivă chiar de la această familie, ca o delimitare toponimică față de celelalte ramuri (ex. Călinești-Cuparencu).

## Moștenire și urmași
Moștenirea baronului Enache ar fi fost preluată de un nepot sau descendent direct, menționat în unele surse locale ca „**moștenitor legal al donației**”.

## Arhive genealogice și heraldice
În lipsa unei steme de familie documentate, se presupune că baronul Enache folosea sau se identifica simbolic cu „stema Ducatului Bucovinei”:

Stema ducatului Bucovina
Variantă cu manta și coroană nobiliară

Stema conține un cap de zimbru negru pe un scut divizat pe verticală roșu-albastru, însoțit de trei stele aurii – simboluri frecvente în heraldica moldovenească și bucovineană.